# Arthur Grumiaux
Arthur Grumiaux [aʁtyʁ gʁy'mjo] (ur. 21 marca 1921 w Villers-Perwin, zm. 16 października 1986 w Brukseli) – belgijski skrzypek.

## Życiorys
W wieku 5 lat rozpoczął naukę gry na skrzypcach u swojego dziadka i po raz pierwszy wystąpił publicznie. Kształcił się w konserwatorium w Charleroi u Fernanda Quineta oraz w konserwatorium w Brukseli u Alfreda Dubois. Pobierał też prywatnie lekcje u Georga Enescu w Paryżu. W 1940 roku otrzymał przyznawaną przez rząd belgijski Prix de Virtuosité, wygrał też konkurs ogłoszony przez konserwatorium w Antwerpii. W czasie II wojny światowej występował jako członek kwartetu smyczkowego Quatuor Artis. Po 1945 roku prowadził działalność jako solista. Od 1949 roku był wykładowcą konserwatorium w Brukseli.
Wykonywał rozległy repertuar, obejmujący zarówno dzieła barokowe, jak i współczesne. Specjalizował się w wykonawstwie utworów okresu klasycyzmu, głównie W.A. Mozarta. Dokonał licznych nagrań płytowych dla wytwórni Philips Records.
W 1973 roku król Baldwin I Koburg nadał mu tytuł barona.
Jego imieniem nazwano konkurs skrzypcowy – International Arthur Grumiaux Competition.